# Friedhold Schüller
Friedhold Schüller (* 9. September 1925; † 13. April 2016) war ein Fußballspieler in der DDR-Oberliga. In der höchsten Spielklasse im DDR-Fußball spielte er für die BSG Wismut Aue.

## Sportliche Laufbahn
Als 1950/51 in der DDR die neu geschaffene zweitklassige DS-Liga den Spielbetrieb aufnahm, gehörte zu den Gründungsmannschaften auch die BSG Freiheit Wismut Lauter. Im Angriff spielte der 25-jährige Friedhold Schüller, der zum Saisonende mit 16 Punktspieltreffern erfolgreichster Torschütze seiner Mannschaft war. Gleichzeitig stieg der Ligakonkurrent und Lokalrivale Wismut Aue in die DDR-Oberliga auf und verstärkte sich danach unter anderem mit dem treffsicheren Stürmer Schüller. Trainer Walter Fritzsch setzte Schüller vom dritten Meisterschaftsspiel an als Linksaußenstürmer ein, der anschließend in seiner ersten Oberligasaison nur drei Punktspiele versäumte und mit 13 Meisterschaftstoren seine Stürmerqualitäten auch in der Erstklassigkeit nachwies. Als Tabellensiebter schaffte Wismut Aue sicher den Klassenerhalt. Auch unter dem neuen Trainer Karl Dittes war Schüller wieder als Linksaußen gesetzt und bestritt von Saisonbeginn an 18 Punktspiele ohne Unterbrechung. Im 18. Meisterschaftsspiel am 1. Februar 1953, als er bereits wieder zehn Tore erzielt hatte, wurde er verletzt ausgewechselt und musste danach 20 Monate pausieren. Erst im dritten Meisterschaftsspiel der Saison 1954/55 am 7. Oktober 1954 bestritt Schüller wieder ein Oberligaspiel. Bis zum Ende der Hinrunde wurde er noch in weiteren sieben Oberligapunktspielen als Linksaußenstürmer eingesetzt, danach beendete Schüller im Alter von 29 Jahren seine Karriere in der DDR-Oberliga. Dort war er in 56 Punktspielen eingesetzt worden und hatte 24 Meisterschaftstore erzielt.